# گری شا
گری شا (انگلیسی: Gary Shaw) (۲۱ ژانویهٔ ۱۹۶۱ – ۱۶ سپتامبر ۲۰۲۴) یک بازیکن فوتبال اهل بریتانیا بود.